# Брамбилла, Диего
Диего Брамбилла (итал. Diego Alberto Brambilla; род. 17 февраля 1969, Монца, Ломбардия) — итальянский дзюдоист, чемпион и призёр чемпионатов Италии, призёр чемпионата мира, участник летних Олимпийских игр 1996 года в Атланте.

## Карьера
Выступал в лёгкой весовой категории (до 71 кг). В 1989—1995 годах трижды становился чемпионом Италии и по два раза серебряным и бронзовым призёром чемпионатов страны. В 1995 году стал бронзовым призёром чемпионата мира. На Олимпиаде в Атланте занял 21-е место.